# Himeling
Himeling est un hameau et une ancienne commune de Moselle en région Grand Est, rattaché à Puttelange-lès-Thionville.

## Géographie
Himeling est situé au nord-ouest de Puttelange-lès-Thionville.

## Toponymie
- Himmelingen (1749)[1], Himmeling (1793), Himling[1], Himlingen (période 1871-1918).
- En Allemand : Himmelingen[1].
- En Francique lorrain : Himeléng[2], Himléng, Himléngen.

## Histoire
Himeling faisait partie de la seigneurie de Rodemack.
C'est une ancienne commune jusqu'au 9 décembre 1811. Elle a fait partie du canton de Rodemack en 1790, puis de celui de Cattenom en 1802.

## Démographie
| 1793 | 1900 |
| ---- | ---- |
| 238  | 165  |

## Lieux et monuments
- Chapelle Saint-Quirin